# Les Gnomes voleurs de slips
Les Gnomes voleurs de slips ou Gnomes (Gnomes en version originale) est le dix-septième épisode de la deuxième saison de la série animée South Park, ainsi que le 30e épisode de l'émission.

## Synopsis
Pressé par un jury d'apporter la preuve que son enseignement est en prise directe avec l'actualité, M. Garrison demande à ses élèves de faire un exposé sur un sujet de société — il risque son poste si les enfants ne se montrent pas à la hauteur.
La classe est alors divisée en groupes de cinq élèves. L'un d'eux est composé de Stan, Kyle, Cartman, Kenny et Tweek Tweak. Ce dernier propose tout d'abord un sujet sur des « gnomes voleurs de slips ».
Dans le même temps, M. Tweek, dont le café est menacé de faillite à cause de la concurrence féroce des cafés Harbucks, décide d'utiliser les enfants pour sauver son commerce en écrivant un exposé sur les grandes entreprises qui font disparaître les petites.

## La chanson des gnomes
Lors de l'apparition des gnomes voleurs de slips, une petite mélodie retentit et ils entonnent une petite chanson :
Vidons les tiroirs
Fouillons les armoires
Maintenant qu'ils sont tous au lit
On est venus pour voler tes slips
On les trouvera nom d'une pipe

## Impact culturel
Le plan détaillé des gnomes voleurs de slips est devenu massivement utilisé sur Internet en tant que mème et par de nombreux journalistes pour critiquer la Bulle Internet,,,,,,.
Ce plan comporte 3 étapes :
- étape 1: collecter les slips.
- étape 2: ????
- étape 3: profit.